# Жабокрич (притока Лядової)
Жабокрич — річка в Україні, у Барському районі Вінницької області. Права притока Лядової (басейн Дністра).

## Опис
Довжина річки 6 км., площа басейну - 23,4 км².

## Розташування
Бере початок на південному сході від Губачівки. Тече переважно на південний схід через Супівку і у Польовому впадає у річку Лядову, ліву притоку Дністра.